# Noel Hillis
Noel Hillis is een Iers autocoureur. In 1951 stond hij eenmaal op de inschrijvingslijst van een Formule 1-race, de Grand Prix van België van dat jaar, waar hij als reservecoureur diende voor Maserati. Alle Maserati-coureurs stonden aan de start van de race, dus Hillis startte niet. Hij schreef zich hierna nooit meer in voor een Formule 1-race. In 1946 won hij één Formule Libre-race.